# 精靈海螄螺
精靈海螄螺（学名：Epitonium chinglinae）为海螄螺科海螄螺屬下的一个种。